# Listă de reptile din Republica Moldova
Lista reptilelor din Republica Moldova cuprinde 13 specii: 1 specie de țestoase, 5 specii de șopârle și 8 specii de șerpi.

## OrdinulTestudines
| Denumirea în română       | Denumirea în latină             | Răspândire | Statut | Imagine |
| ------------------------- | ------------------------------- | --- | ------ | ------- |
| Familia Emididae          |                                 | |        |         |
| Broasca țestoasă de baltă | Emys orbicularis Linnaeus, 1758 | În bălțile din cursul superior al râurilor Prut și Nistru, în râurile Răut, Cubolta, Ichel, lacuri și heleșteie |        |         |

## OrdinulSquamata
| Denumirea în română     | Denumirea în latină                | Răspândire                                                                  | Statut | Imagine |
| ----------------------- | ---------------------------------- | --------------------------------------------------------------------------- | ------ | ------- |
| Familia Anguidae        |                                    |                                                                             |        |         |
| Năpârcă (Șopârlă apodă) | Anguis fragilis Linnaeus, 1758     | În toată țara                                                               |        |         |
| Familia Lacertidae      |                                    |                                                                             |        |         |
| Șopârlă verde           | Lacerta viridis Laurenti, 1768     | În toată țara                                                               |        |         |
| Șopârlă de câmp         | Lacerta agilis Linnaeus, 1758      | În toată țara                                                               |        |         |
| Șopârlă de nisip        | Eremias arguta Pallas, 1773        | Stepa Bugeacului                                                            |        |         |
| Șopârlă de iarbă        | Podarcis tauricus Pallas, 1814     | Stepa Bugeacului                                                            |        |         |
| Familia Colubridae      |                                    |                                                                             |        |         |
| Șarpe de casă           | Natrix natrix Linnaeus, 1758       | În toată țara                                                               |        |         |
| Șarpe de apă            | Natrix tessellata Laurenti, 1768   | În toată țara                                                               |        |         |
| Șarpe de alun           | Coronella austriaca Laurenti, 1768 | Prevalează în pădurile de foiose din nordul și centrul țării                |        |         |
| Șarpele lui Esculap     | Zamenis longissimus Pallas, 1771   | În toată țara                                                               |        |         |
| Balaurul dobrogean      | Elaphe sauromates Lacep, 1789      | În zonele împădurite ale cursurilor inferioare ale Prutului și al Nistrului |        |         |
| Șarpe rău (de stepă)    | Dolichophis caspius Linnaeus, 1758 | În sudul țării                                                              |        |         |
| Familia Viperidae       |                                    |                                                                             |        |         |
| Viperă comună           | Vipera berus Linnaeus, 1758        | În păduri din nordul țării și din luncile Nistrului și Prutului             |        |         |
| Viperă de stepă         | Vipera ursinii Bonaparte, 1835     | În sudul țării                                                              |        |         |